# Witkeelpiewie
De witkeelpiewie (Contopus albogularis) is een zangvogel uit de familie Tyrannidae (tirannen). De vogel werd op 4 september 1961 in Frans-Guyana verzameld en in 1962 geldig beschreven door de Franse vogelkundige Jacques Berlioz.

## Verspreiding en leefgebied
Deze soort komt voor in Suriname, Frans-Guyana en het uiterste noordoosten van Brazilië.

## Status
De grootte van de populatie is niet gekwantificeerd maar de soort wordt omschreven als zeldzaam tot schaars. Op de Rode lijst van de IUCN heeft deze soort de status niet bedreigd.